# Britse Kaapkolonie
De Britse Kaapkolonie (Engels: Cape of Good Hope) was een deel van Zuid-Afrika onder Brits bestuur gedurende de 19e eeuw. De Kaapkolonie strekte zich uit vanaf de Atlantische Oceaan oostwaarts tot aan de uiteindelijke oostelijke grens, die na vele oorlogen tegen de Xhosas, bij de Visrivier getrokken was. In het noorden was de Oranjerivier, ook bekend als de Gariep, lange tijd de grens tussen de Kaapkolonie en Oranje Vrijstaat. Na de Tweede Boerenoorlog, waarbij de Britten de Nederlandse republieken Oranje Vrijstaat en Transvaal veroverden, lag de grens bij de tegenwoordige grens tussen Botswana en Zuid-Afrika.

## Vooraf
De geschiedenis van de Kaapkolonie begint in 1652 met de stichting van Kaapstad door de Nederlandse commandeur Jan van Riebeeck, die in dienst van de Vereenigde Oostindische Compagnie (VOC) was.

### Einde van de VOC
In 1795 bezette Napoleon de Republiek der Zeven Verenigde Provinciën (Nederland). De republiek was het moederland van de VOC. Dit voorval heeft het Verenigd Koninkrijk aangespoord om Kaap de Goede Hoop om tactische redenen gedurende de napoleontische oorlogen te bezetten. De VOC droeg in 1798 zijn overzeese landgebieden aan de Bataafse Republiek (de Nederlandse vazalstaat van Frankrijk) over en ging uiteindelijk failliet in 1799. De Britten hadden echter het VOC-gebied in de Kaap de Goede Hoop al in 1795 overgenomen en namen de overige Bataafse koloniën, zowel in de Oost als in de West, in 1800 over.

### Herstel Bataafs gezag
Echter, in 1803 verlieten de Britten de Kaapkolonie alweer, overeenkomstig de Vrede van Amiens. Hierbij werd bepaald dat de Kaap de Goede Hoop aan het Bataafs Gemenebest behoorde. Hiermee werd het Nederlandse gezag in de Kaap hersteld.

## Stichting van de Engelse Kaapkolonie

De Zuid-Afrikaanse republieken rond 1885

In 1806 werd de Bataafse Kaapkolonie weer door het Verenigd Koninkrijk bezet, ditmaal definitief. Het Bataafse gezag werd gedurende de Slag bij Blaauwberg verdreven. De Nederlandse vesting om het Kasteel en de rest van de kolonie werden aan de Britten overgegeven. Het Verenigd Koninkrijk deed dit in een poging om Napoleon uit de Kaap weg te houden. De Bataafse Republiek was immers een vazalstaat van Frankrijk. Ook probeerden de Britten met deze actie de handelsroutes naar het Verre Oosten veilig te stellen.
De Britse kolonie werd op 8 januari 1806 ingesteld en de Kaapkolonie bleef onder Brits beheer tot de vorming van de Unie van Zuid-Afrika in 1910, waarna dit de Kaapprovincie werd, beter bekend als de Provinsie Kaap die Goeie Hoop.
In 1814 werd de kolonie permanent afgestaan aan de Britse kroon door koning Willem I, Soeverein Vorst der Nederlanden. Tegen deze tijd strekte de Kaapkolonie zich uit tot de bergen voor het grote centrale plateau van "Boesmansland", en had ze een oppervlakte van ongeveer 194.000 vierkante kilometer en een bevolking van ongeveer 60.000 mensen, waarvan 27.000 blank, waarvan 17.000 vrije Khoikhoi en de rest slaaf. Deze slaven waren meestal ingevoerde zwarte mensen, Indiërs of Maleisiërs.

## Eerste en Tweede Grensoorlog
De eerste van de vele oorlogen met de Xhosas had reeds plaatsgevonden tijdens het tijdperk van de Nederlandse Kaapkolonie. In het Engelse tijdperk werden de Xhosas, die de koloniale grens overgestoken waren, weer verjaagd uit het district tussen de Zondagsrivier en de Grote Visrivier. Dit gebied was ook bekend als het "Zuurveld". Geruime tijd vóór 1811 hadden de Xhosas al reeds bezit genomen van het Zuurveld en de kolonisten aangevallen; in een poging om de Xhosas te verdrijven, viel John Graham in december 1811 het gebied met een gemengd rassenleger binnen en uiteindelijk zijn de Xhosas tot voorbij de Visrivier verdreven. Op de plek van de hoofdkwartieren van Grahams leger is een dorp met zijn naam verrezen, Graham's Town, dat uiteindelijk zijn huidige naam Grahamstad gekregen heeft.
Een nieuwe opstand van de Xhosas volgde in 1817, direct als gevolg van een poging van de Britse koloniale overheid om terugbetaling te eisen voor het door de Xhosas gestolen vee. Op 22 april 1817 hebben zij, onder leiding van “profeet” en stamhoofd Makana, Grahamstad aangevallen, dat destijds slechts door een handvol blanke troepen bezet was. De verdedigende troepen kregen echter bijtijds hulp en de Xhosas werden teruggedreven. Hierna is overeengekomen dat het land tussen de Vis- en Keiskammarivier een neutraal gebied zou zijn.

## Komst van de eerste Engelse kolonisten in 1820
De oorlogen met de Xhosa hebben geleid tot een eerste golf van Britse immigranten; een gebeurtenis die uiteindelijk verreikende gevolgen zou hebben. De gouverneur, Lord Charles Somerset, wiens verdragsovereenkomsten met die Xhosa-stamhoofden niet gehandhaafd konden worden, wenste bescherming van de Kaapkolonie op te richten tegen de Xhosas door blanke kolonisten in het grensgebied te vestigen. In 1820, op aanraden van Lord Somerset, stemde het Britse parlement in om £50,000 te spenderen om emigratie naar de Kaap te bevorderen, waarna 4.000 Britten - zogenaamde Kolonisten van 1820 - overtuigd werden om naar de Kaapkolonie te komen. Deze immigranten hebben Port Elizabeth (nu: Nelson Mandelabaai) gesticht en Grahamstad tot hun hoofdkwartier gemaakt. Alhoewel de stichting van Port Elizabeth niet bedoeld was door Lord Somerset, heeft de Britse regering in Londen toch opdracht hiertoe gegeven om de grens beter te beveiligen en om werk te bieden aan een paar duizend werkloze Britten. De implicaties van dit immigratieschema strekten veel wijder dan de Britse regering en Lord Somerset bedoeld hadden: de nieuwe kolonisten, die afkomstig waren vanuit alle delen van de Britse Eilanden en vanuit alle lagen van de samenleving, hebben, tezamen met hun nageslacht, steeds hun loyaliteit aan het Verenigd Koninkrijk behouden. Met het verloop van de tijd werden zij door de al aanwezige Nederlandse kolonisten als een tegenpartij beschouwd.
De aankomst van deze immigranten hebben ook het Engels naar de Kaap gebracht. Engelse taalwetten zijn voor de eerste keer in 1825 afgekondigd en in 1827 is het gebruik daarvan uitgebreid na gerechtelijke handelingen. Maar het Nederlands werd in het dagelijks leven nooit onttroond en de nieuwe Engelse kolonisten werden grotendeels tweetalig.

## Nederlandse tegenkanting tegen de Britse overheersing
Alhoewel de kolonie vooruitstrevend was, waren vele Nederlandse boeren ongelukkig met Brits bestuur. In 1799 was het Londens Zendingsgenootschap begonnen om zowel de Khoikhoi als de Xhosas te bekeren. Hiermee werden de problemen van de Khoikhoi door de zendelingen opgelost. De meerderheid van de kolonisten – zowel Engels als Nederlands – waren echter tegen de oplossing van de problemen van de Khoikhoi gekant, omdat hun problemen nog niet waren opgelost. Dit voorval zorgde voor een golf van conservatisme onder de kolonisten. Als wraak op de goede positie van de Khoikhoi hebben zij in 1812 een wet afgekondigd, die magistraten de macht gaf om de kinderen van de Khoikhoi als ambachtsleerlingen op te leiden onder omstandigheden, die weinig verschilden van slavernij. In de tussentijd was echter de aanhang van de beweging voor de afschaffing van de slavernij in Engeland enorm gegroeid en de zendelingen hebben een ellenlang appel aangetekend tegen de kolonisten.
Een onenigheid tussen de Nederlanders en Britten in 1815 en 1816 heeft enorm bijgedragen aan de permanente vijandigheid van Nederlandse grensbewoners tegenover de Britten: een Nederlandse boer (Afrikaner), genaamd Bezuidenhout, had geweigerd om een dagvaarding na te komen, die tegen hem was uitgereikt, nadat er een klacht van een Khoikhoi ontvangen was. Deze boer heeft tijdens de daarop volgende in hechtenisneming op zijn belagers geschoten en hij werd gedood door het verdedigingsvuur van zijn belagers. Dit voorval heeft een kleine rebellie veroorzaakt en in de onderdrukking hiervan zijn vijf ringleiders in het openbaar opgehangen by Slagtersnek, waar zij oorspronkelijk samengezworen hebben om "de Engelse tirannen" uit de Kaap te verdrijven. De afkeer, die deze publieke terechtstelling teweeggebracht had, werd nog meer verdiept door omstandigheden, waarop de vijf werden omgebracht: de stelling, waaraan de rebellen tegelijk opgehangen zijn, is gebroken door hun gezamenlijke gewicht, en die mannen zijn daarna een voor een gehangen.
Een wet, die in 1827 afgekondigd werd, verbood de oude Nederlandse "landdrost" en "heemraden" en stelde inwonende controleurs op de plasen aan. De wet had verder bepaald dat alle gerechtelijke handelingen vanaf dat moment in het Engels gevoerd moesten worden. Een latere wet heeft in 1828 de rechten van de Khoikhoi en ander vrije kleurlingen gelijk gemaakt aan de rechten van de blanke kolonisten, als gevolg van de vele verzoeken van de Britse zendelingen. Weer een andere wet uit 1830 legde zware boetes op voor de harde behandeling van slaven en de Engelse afschaffing van de slavernij werd in 1834 aangekondigd. Elke van deze wetten had verdere vijandigheid van de Nederlandse kolonisten tegenover de Engelse regering aangewakkerd. Nog meer vijandelijkheid is ontstaan door het vergoedingsbedrag aan slaveneigenaars dat als veel te laag werd ervaren. De Nederlandse kolonisten moesten de anti-slavernijwetten gewoon slikken, ondanks dat de slavernij in andere Nederlandse gebieden pas in 1863 werd afgeschaft.
Dit alles heeft in 1835 de neiging van Nederlandse kolonisten tot het wegtrekken naar onbekende delen van Zuid-Afrika om aan een gehate regering te ontsnappen weer aangewakkerd. Emigratie voorbij de koloniale grenzen was er eigenlijk al doorlopend geweest vanaf de aankomst van Jan van Riebeeck in de Kaap, maar de trek heeft nu pas grote maten aangenomen.

## Derde Grensoorlog
Andere problemen ontstonden bij de oostgrens tussen de Engelse regering en de Xhosas. De regering van de Kaapkolonie had een onduidelijk beleid over deze grenskwestie. Op 11 december 1834 doodde een commando een Xhosashoofdman met een hoge rang, wat de Xhosas woedend maakte: een leger van 10.000 manschappen, geleid door Macomo, de broer van de gedode hoofdman, is de grens overgestoken, heeft plaashuizen geplunderd en in brand gestoken, en boeren die weerstand boden, gedood. Onder de slachtoffers die het ergste lijden ondergaan hebben, was een kolonie bevrijde Khoikhoi, die in 1829 door de Britse overheid in de Katriviervallei gevestigd was. Hoewel er niet veel soldaten in de Kaapkolonie beschikbaar waren, trad gouverneur Benjamin D'Urban snel op en alle beschikbare troepen werden onder kolonel Harry Smith samengesnoerd. Deze heeft Grahamstad op 6 januari 1835 bereikt, zes dagen nadat het nieuws van de opstand Kaapstad bereikt had. De Britten hebben negen maanden lang tegen de Xhosas gevochten tot de vijandigheden op 17 september 1835 beëindigd werden met de ondertekening van een nieuw vredesverdrag, waarbij alle grond tot aan de Keirivier als Brits erkend werd en de inwoners van deze streek tot Britse onderdanen verklaard zijn.

## Grote Trek
De Britse regering in Londen heeft echter de acties van gouverneur D'Urban afgekeurd en de Britse Minister van Koloniën, Lord Glenelg, heeft in een brief aan zijn Koning verklaard dat "the great evil of the Cape Colony consists in its magnitude" en hij heeft daarop aangedrongen dat de grens teruggeschoven werd naar de Visrivier. Hij heeft in 1837 D'Urban als gouverneur ontslagen. Lord Glenelg was van mening dat de Xhosas meer dan genoeg redenen hadden gehad om oorlog te voeren en dat hij wraak zou nemen voor de reeks van grensoverschrijdingen. De houding tegenover de Xhosas was een van de vele redenen, die de Trekboeren aangevoerd hebben voor het verlaten van de Kaapkolonie. De Grote Trek heeft van 1836 tot 1840 geduurd.
De trekkers, die in een omvang van 7.000 mensen waren, hebben gemeenschappen met een republikeinse regeringsvorm aan de andere kant van de rivieren de Oranje (Oranje Vrijstaat), de Vaal (Transvaal) en in Natal (Republiek Natalia) gesticht. Vanaf dat moment was de Kaapkolonie niet meer de enige Europese gemeenschap in Zuid-Afrika. Desondanks waren er al vanaf 1795, het jaar waarin de Britten de Kaap voor de eerste maal bezetten, de eerste boerenrepublieken.
Aanzienlijke problemen ontstonden aan de beide kanten van de Oranjerivier met de trek van de Voortrekkers uit de Kaapkolonie. De trekkers, Basotho en andere inheemse stammen en de Griekwas hebben een machtsstrijd gevoerd, terwijl de Kaapse regering poogde om de rechten van de inheemse bevolking te beschermen. Op advies van zendelingen, die heel wat invloed gehad hebben op iedereen, behalve de Nederlandssprekende bevolking, heeft de Kaapse regering een aantal inheemse staten erkend en deze zijn door de Kaapse regering gesubsidieerd met het oogmerk om een oorlog aan de noordelijke grens te bewerkstelligen, zodat de Voortrekkers tegengewerkt zouden worden. De eerste van deze zogenaamde "Verdrag Staten", die erkend zijn, was West-Griekwaland van de Griekwa mensen. Andere staten zijn tussen 1843 en 1844 erkend. Hoewel de noordelijke grens meer stabiel werd, hebben de problemen aan de Oostgrens voortgeduurd en hier was de regering onwillig om de Nederlandse boeren tegen de Xhosas te beschermen.
Op andere gebieden is de Engelse kolonie echter vooruitgegaan:
- De verandering van slavenarbeid naar vrije arbeid was voordelig gebleken voor de boeren in de westelijke delen van de kolonie.
- Een doeltreffend onderwijsstelsel, dat door sterrenkundige John Herschel, die in de Kaapkolonie woonde van 1834 tot 1838, ingesteld is, is aangenomen.
- Wegraden zijn georganiseerd en deze blonken uit in de bouw van vele nieuwe wegen.
- Nieuwe stabiele nijverheden, zoals het scheren van schapen, werden bijgevoegd aan het oorspronkelijke stelsel van het verbouwen van koren, het houden van koeien, en de wijnmakerij. Tegen 1846 was wol het waardevolste uitvoerproduct van de Kaapkolonie geworden.
- Tot slot is er een Wetgewende Raad ingesteld in 1835, waarmee Engelse kolonisten een stem in de regering gekregen hebben.

## Oorlog van de Bijl
Een volgende oorlog met de Xhosas, die bekendstaat als de oorlog van de Bijl, was in 1846 uitgebroken toen een Khoikhoi begeleider, die aan een Xhosa verdachte geboeid was, vermoord was door de verdachte, terwijl deze man naar Grahamstad vervoerd werd om verhoord te worden over het stelen van een bijl. Een groep Xhosas viel de Khoikhoi begeleider aan en hebben hem gedood. Nadat de overgave van de moordenaar aan de Britten door de Xhosas geweigerd werd, is de oorlog in maart 1846 verklaard. De Ngqikas, ondersteund door de Tambukies, was de belangrijkste stam, die betrokken was in de oorlog. De Xhosas zijn op 7 juni 1846 door Generaal Somerset op de Gwangu, een paar mijl van Fort Peddie, verslagen. De oorlog hield echter aan totdat de hoofdman van de Ngqika, zich overgegeven had. Andere hoofdmannen volgden geleidelijk het voorbeeld en tegen het begin van 1848 waren de Xhosas na eenentwintig maanden van gevechten onder bedwang gebracht.

## Uitbreiding van de Britse Soevereiniteit

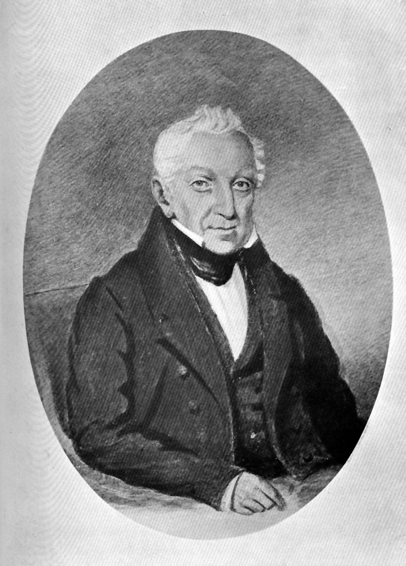
Sir Harry Smith

In december 1847, in de laatste periode van de Oorlog van de Bijl, bereikte de nieuwe gouverneur van de Kaapkolonie, Harry Smith, Kaapstad per boot. Hij paste het beleid van de vorige gouverneur, Glenelg, reeds kort na zijn aankomst aan. In een verklaring, die hij op 17 december 1847 uitgevaardigd had, heeft hij de grens van de kolonie noordwaarts tot bij de Oranjerivier en oostwaarts tot bij de Keiskamma rivier uitgebreid. In een vergadering met de Xhosa-stamhoofden op 23 december 1847 heeft Harry Smith de annexatie van de grond tussen de Keiskamma en de Keirivier door de Britse kroon aangekondigd en zodoende het gebied, waarvan Lord Glenelg afstand gedaan had, weer gekoloniseerd. Dit gebied is echter niet tot de Kaapkolonie gaan behoren, maar werd een kroonbezitting onder de naam Brits-Kaffrarië. Voor een korte tijd hebben de Xhosas de nieuwe regering in Brits-Kaffrarië aanvaard, aangezien zij veel manschappen verloren waren door de oorlog. Ook Harry Smith had andere dingen aan het hoofd, omdat hij de Britse autoriteit over de Boeren aan de andere kant van de Oranjerivier moest handhaven en tegelijkertijd vriendschappelijke betrekkingen met de Transvaalse Boeren moest opbouwen.

## Strafkolonieoproer en het toestaan van een Grondwet
In 1848 ontstond in de Kaapkolonie een crisis over een voorstel om de kolonie om te vormen in een strafkolonie. In een brief, die door de derde Graaf Grey, destijds de Britse Minister van Koloniën, werd gestuurd aan de gouverneur van de Kaap en aan andere koloniale gouverneurs, werd gevraagd om te bepalen welke houding de kolonisten jegens gevangenen zouden hebben. De Graaf was van plan om kleine Ierse boeren, die tot misdaad gedreven waren door de hongersnood, vanaf 1845 naar Zuid-Afrika te sturen. Als gevolg van een misverstand is een schip, genaamd Neptune, naar de Kaapkolonie gestuurd voordat de mening van de al aanwezige (niet-criminele) kolonisten ingewonnen was. Het schip had 289 gevangenen aan boord, waaronder de beroemde Ierse rebel John Mitchel en zijn collegae. Toen het nieuws, dat het vaartuig op pad was, de Kaap bereikte, zijn de inwoners geweldig ontsteld geraakt en hebben zij een antigevangenenvereniging gesticht. Harry Smith, geconfronteerd met gewelddadige openbare oproeren, stemde uiteindelijk in om niet toe te staan dat de gevangenen aan land zouden komen. Toen de Neptune op 19 september 1849 in de Simonsbaai aankwam, moesten de gevangenen aan boord van het schip blijven, totdat de gouverneur bevelen ontvangen zou hebben om hen ergens anders heen te sturen. Toen de Britse regering in Londen bewust raakte van de toedracht van deze zaken, zijn bevelen gestuurd, waardoor de Neptune naar Tasmanië moest zeilen. Het schip vertrok dan ook, na vijf maanden in de Simonsbaai te hebben gelegen, naar Tasmanië.
Het oproer was niet overgewaaid zonder verdere verrichtingen van de gouverneur, aangezien dit voorval geleid heeft tot een beweging, die ten doel gesteld had om een vrije, eerlijk vertegenwoordigende regering voor de kolonie te verwerven. De Britse regering heeft deze toegeving, die al beloofd was door Lord Grey, toegestaan. Uiteindelijk heeft de Kaapkolonie in 1854 een eigen grondwet met een bijna ongekende liberale grondslag gekregen.